# Idinarru
Idinarru est le mot basque désignant la peau de bœuf, contraction de Idi (« bœuf ») et Larru (« peau »). Dans les légendes on dit que c'est un sac fait de peau de bœuf qui sert de mesure pour les monnaies, l'or et les céréales. Il est cependant fréquent d'entendre dire qu'il y a des peaux de bœuf pleines d'or enterrées en des lieux donnés, généralement des endroits dépeuplés, inhabités et des cavernes ou des grottes. On dit ainsi que dans la montagne appelée Ereñusarre, dans la région de Guernica, là où se trouvent les ermitages de saint Michel et de Santimamiñe ainsi que la célèbre grotte éponyme, lieux imprégnés d'une atmosphère de légendes, il y a là un idinarru plein d'or.
C'est une peau de chèvre pleine d'or qui est au mont Goikogane (Arrankudiaga).
Une cloche en or se trouve à Igozmendi (Aulestia).
Un coffre plein d'or à Aritz (Leitza).
Un dévidoir en or dans la montagne d'Aralar qui appartient à Mari.
Un grand trésor à Maruelexea de Nabarniz (là où il y a eu un château).
Une caisse pleine d'or à Udalax. C'est également le cas dans la grotte de Mairuelegorreta, dans celle de Balzola et d'Iruaxpe.
Dans les montagnes comprises entre Elgoibar et les hauteurs d'Irukutzeta on voit plusieurs dolmens dans lesquels, dit-on, il y a autant de caisses pleines d'or. Dans ce même massif montagneux on signale également une cloche en or qu'au siècle passé diverses personnes tentèrent en vain de déterrer. On raconte que sous un rocher au col d'Austegarmin ainsi que dans le dolmen de Pagozarreta il y avait des trésors enterrés mais des étrangers les ont retirés au début de ce siècle.
On sait bien que dans la maison Oregi (Osintxu) se trouve une auge de maçon et un levier en or. Enfin, à Urepel on dit que dans une caverne de la montagne Auza il y a de l'or gardé par un serpent et un bouc. De là le dicton :

« Auza, han baduk gauza, baina neok ezin har.
Auza, tu as là des choses, mais personne ne peut les prendre. »

## Étymologie
Idi signifie « bœuf » en basque. Behi signifie « vache ». Le suffixe a désigne l'article : idia se traduit donc par « le bœuf », « la vache ». Le na entre les deux mots indique l'appartenance. Idina = du bœuf.